# Walworth
Walworth es un barrio del centro de la ciudad de Londres en el distrito de Southwark. Probablemente su nombre deriva del Inglés Antiguo "Wealhworth", que significaba granja (británica) Galesa. Se encuentra a 1,9 millas (3,1 km) al Sur Este de Charing Cross y cerca de Camberwell y Elephant and Castle.
Las calles principales en Walworth son la Old Kent Road y Walworth Road . Esta zona una vez tuvo un parque rodeado de calles con casas de un lado, y el parque del otro lado. Toda esta zona está ahora cubierta por viviendas.

## Historia
Walworth aparece en el Libro Domesday de 1086 como "Waleorde". Llevado a cabo por Bainiard el Arzobispo Lanfranc de Canterbury. Sus activos según el Domesday fueron: 3 ½ minifundios (hides), una iglesia, cuatro arados, 8 acres (32 000 m²) de la pradera.
La “John Smith House” está en Walworth Road, y fue renombrado en memoria de John Smith , quien fue líder del Partido Laborista desde 1992 hasta su repentina muerte en 1994. Fue la antigua sede del Partido Laborista, vista a menudo en los informes de prensa en tiempos de elecciones y en el fondo como las personas entraban y salían de las reuniones del Partido Laborista. Hasta hace poco era utilizado por el distrito londinense de Southwark como centro de su departamento de educación, pero ahora está a la venta.

## Iglesia de St. Peters

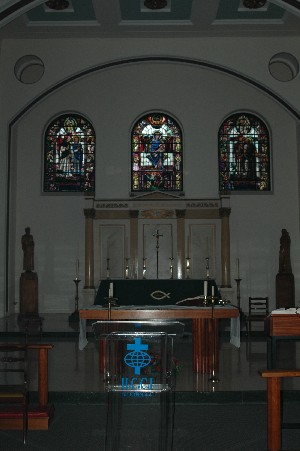
Altar de la Iglesia de St. Peter, en Walworth

La Iglesia de St. Peters, en Walworth, fue construida alrededor del año 1825, es un excelente ejemplo del estilo neoclásico, construida por Sir John Soane. Es una muestra de la opulencia de los comerciantes de clase media, que entonces vivían en la zona, que podían permitirse un arquitecto de tal importancia. Charles Upfold nació en Walworth Commons y fue bautizado en la iglesia de St. Peters. 

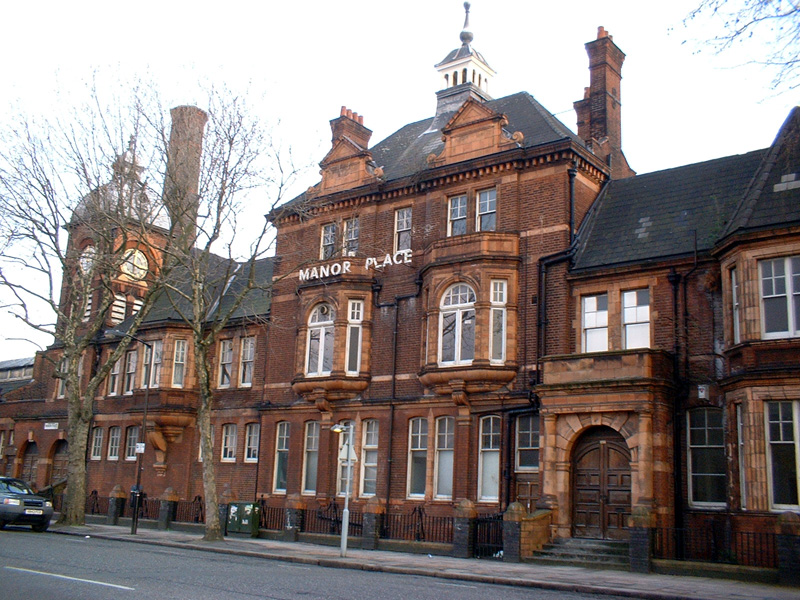
Manor Place Baths

“Manor Place Baths” es una antigua lavaderia de Manor Place en Walworth Road. Es un grado II, es decir un edificio protegido bajo la Lista legal de los edificios de arquitectura especial o Interés Histórico. El edificio fue renovado por el Centro budista tibetano Kagyu Samye Dzong que obtuvo un contrato de arrendamiento de cinco años en 2005. Se abrió como centro de Londres, llamado Manor Place Samye Dzong , el 17 de marzo de 2007. Al lado está el depósito comunitario de reciclaje.
Walworth es también el hogar de los edificios “Pullens”, unos de los últimos edificios victorianos de apartamentos sobrevivientes en Londres. Muchos de los pisos son de 1 dormitorio, y algunos de los pisos aún se conectan a los Talleres de cualquiera de los tres patios (Illife Yard, Peacock Yard y otro). Todos ellos comparten las terrazas en la azotea comunitaria con amplias vistas al West End.

## Famosos ex-residentes
- Charlie Chaplin
- Michael Caine
- Robert Browning
- John Ruskin
- Charles Upfold
- Charles Babbage
- Bill Bailey
- Walworth Jumpers
- John Wemmick